# تبادل الأماكن
تبادل الأماكن أو تداول الأماكن أو تبديل الأماكن (بالإنجليزية: Trading places)‏ هو فلم كوميدي أمريكي صدر عام 1983 من إخراج جون لانديس وكتابة تيموثي هاريس وهيرشل وينجرود [الإنجليزية]. الفيلم من بطولة دان أيكرويد وإيدي ميرفي ورالف بيلمي ودون أميتشي ودينهولم إليوت وجيمي لي كورتيس.
يروي الفيلم قصة سمسار سلع من الطبقة المخملية ومُحتال شوارع فقير تتقاطع حياتهما عندما يصبحان موضوع رهان الأخوين دوك لاختبار أداء كل رجل عندما تتبدل ظروف حياته.
بدأ تيموثي هاريس بوضع الخطوط العريضة للفِلم في أوائل الثمانينيات، بعد لقائه لشقيقين ثريين كانا منخرطين في منافسة مستمرة مع بعضهما البعض. قام هو وزميله في الكتابة وينجرود بتطوير الفكرة لتكون من بطولة ريتشارد بريور وجين وايلدر، الذين لم يتمكنا من المشاركة في الفيلم، عندئذٍ اختار المخرج لانديس دان أيكرويد، الذي عمل معه مسبقًا، ومورفي الشاب الذي اكتسب شعبية متزايدة في دوره المساعد في الأفلام المختارة. كما اختار لانديس كورتيس مخالفة رغبة مركز تسجيل باراماونت بيكتشرز؛ التي كانت مشهورة أنذاك بأدوارها في أفلام الرعب، والتي كانت موضع استخفاف في ذلك الوقت. استمر التصوير الرئيسي في ديسمبر 1982 إلى مارس 1983 في فيلادلفيا ومدينة نيويورك، فيما ألف الموسيقى التصويرية إلمر بيرنشتاين من أوبرا موتزارت "زواج فيجارو" لتكون موضوعاً رئيساً للفِلم.
حقق فِلم تبديل الأماكن نجاحاً واسعاً في شباك التذاكر عند إصداره عام 1983، إذ وصلت إيراداته لأكثر من 90.4 مليون دولار أمريكي ويحقق بذلك المرتبة الرابعة في الأفلام الأكثر ربحاً عام 1983 في الولايات المتحدة وكندا. ووصلت الإيرادات إلى 120.6 مليون دولار عالميًا. وتلقى نقدًا إيجابياً عمومًا، حيث أشاد النقاد بأداء جميع فريق الممثلين، وطريقة إنعاش الكوميديا الساخرة التي كانت سائدة في ثلاثينيات وأربعينيات القرن العشرين. فيما تلقى الفيلم انتقادات لافتقاره الرسالة الأخلاقية في ترويجه فكرة تراكم الثروة عند طرف واحد.
ترشح الفِلم لجوائز متعددة بما فيها جائزة الأوسكار لأفضل موسيقى تصويرية لإلمر بيرنشتاين وحصد الفِلم جائزتي الأكاديمية البريطانية لفنون السينما والتلفزيون لكل من دنهولم إليوت وجيمي لي كرتيس. كما كان الفِلم فاتحةً لأعمال أخرى لمسيرة الممثلين الأساسيين فيه، خاصَّة مورفي الذي أصبح واحدًا من الكوميديين الأعلى أجرًا والأكثر طلبًا في هوليوود.
تلَّقى الفيلم إشادات واسعة في السنوات اللاحقة لإصداره، واعتبر أحد أعظم الأفلام الكوميدية وأفلام عيد الميلاد، بالرغم من تلقيه بعض الانتقادات حول استخدامه النكات واللغة العرفية. أُشير إلى الفيلم في شهادة الكونغرس عام 2010، في الشهادة حول إصلاح سوق تداول السلع المصممة لمنع التداول من الداخل التي تظهر في أسواق التداول. أعاد رالف بيلامي ودون أميتشي أداء شخصيتهما في فيلم مورفي الكوميدي القدوم إلى أمريكا.